# برویتسه (استان ووتسکی)
برویتسه (به لهستانی:  Brójce) یک روستا در لهستان است که در گمینا برویتسه واقع شده‌است. برویتسه ۳۸۵ نفر جمعیت دارد.